# 담양 용흥사 부도군
담양 용흥사 부도군(潭陽 龍興寺 浮屠群)은 대한민국 전라남도 담양군 월산면 용흥리, 용흥사에 있는 조선시대의 부도이다. 1986년 2월 7일 전라남도의 유형문화재 제139호로 지정되었다.

## 개요
부도란 승려의 무덤을 상징하여 시신을 화장한 후 그 유골이나 사리를 모셔두는 곳이다. 용흥사로 들어가는 입구 왼쪽에 자리잡은 이 부도밭에는 7기의 부도가 나란히 자리하고 있다.
모두 비슷한 형식을 하고 있어서, 바닥돌 위로 3단을 이루는 기단(基壇)을 두고 탑신(塔身)을 올린 후, 머리장식을 얹었는데, 바닥돌을 제외한 각 부분이 8각의 평면을 기본으로 삼고 있다. 앞에서 보아 맨 왼쪽에서부터 살펴보면 다음과 같다.
①청심당 쌍인탑 - 탑신의 몸돌에 승려의 이름이 새겨 놓았으며, 용흥사범종(전라남도유형문화재 제90호)에 ‘쌍인’의 이름이 보이고 있어 17세기에 세운 것임을 알 수 있다.
②□□당대사 일옥탑 - 탑신의 몸돌에 승려의 이름과 함께 조성연대가 기록되어 있어 조선 현종 7년(1666)에 세운 것임을 알 수 있다. ‘일옥’은 진묵대사의 이름이나, 호가 정확히 읽혀지지 않아 확실하지는 않다.
③송백당 탑 - 탑신의 몸돌에 승려의 호가 있고, 뒷면에 조성연대가 기록되어 있다. 조선 숙종 43년(1717)에 세운 것이다.
④이름을 알 수 없음 - 탑신의 몸돌에 문모양의 조각을 두고 그 안에 글씨를 새겨두었으나 판독하기가 어렵다. 꼭대기에는 하나의 돌로 이루어진 머리장식이 놓여 있는데, 아래에는 연꽃무늬가 있고 위는 꽃봉오리모양을 하고 있다.
⑤이름을 알 수 없음 - 가장 보존 상태가 좋지 않으며 탑신의 몸돌에 금이 가 있다.
⑥황여당□동탑 - 탑신의 몸돌에 승려의 이름이 있으며, 그 옆면에 조성연대가 나타나 있어 조선 영조 16년(1740)에 세운 것임을 알 수 있다.
⑦퇴암지 탑 - 탑신의 몸돌에 탑의 이름이 적혀 있고, 옆면에 조성연대가 기록되어 있어 조선 정조 17년(1793)에 세웠음을 알 수 있다. 7기의 부도 중 가장 오래된 것이다.
대체로 조선시대 중기 이후인 17∼18세기에 걸쳐 세운 것들로, 만든 시기를 정확히 알 수 있어 더욱 중요한 가치를 지닌다.

## 참고 자료
- 용흥사부도군 - 국가유산청 국가유산포털